# Ephemerella
Ephemerella is een geslacht van haften (Ephemeroptera) uit de familie Ephemerellidae.

## Soorten
Het geslacht Ephemerella omvat de volgende soorten:
- Ephemerella alleni
- Ephemerella apopsis
- Ephemerella atagosana
- Ephemerella aurivillii
- Ephemerella catawba
- Ephemerella dorothea
- Ephemerella excrucians
- Ephemerella hispida
- Ephemerella invaria
- Ephemerella kozhovi
- Ephemerella maculata
- Ephemerella mucronata
- Ephemerella needhami
- Ephemerella notata
- Ephemerella nuda
- Ephemerella subvaria
- Ephemerella tibialis
- Ephemerella velmae
- Ephemerella verruca